# NGC 7647
NGC 7647 este o brightest cluster galaxy⁠(d) situată în constelația Pegas. A fost descoperită în 29 noiembrie 1785 de către William Herschel. Se află la o distanță de 187,07 de megaparseci de Pământ.